# Balugaon
Balugaon é uma cidade e uma notified area committee no distrito de Khordha, no estado indiano de Orissa.

## Geografia
Balugaon está localizada a 20° 10′ N, 85° 06′ L. Tem uma altitude média de 76 metros (249 pés).

## Demografia
Segundo o censo de 2001, Balugaon tinha uma população de 15,824 habitantes. Os indivíduos do sexo masculino constituem 53% da população e os do sexo feminino 47%. Balugaon tem uma taxa de literacia de 67%, superior à média nacional de 59.5%; com 59% para o sexo masculino e 41% para o sexo feminino. 14% da população está abaixo dos 6 anos de idade.